# 南同书社
南同书社（越南语：Nam Đồng Thư xã）是一家书店和印刷机构，成立于1925年，其政策是反对法国在印度支那的保护国统治。这家书店的位置靠近竹帛湖岸边，对面是河内洲龙宝塔。

## 历史
南同书社的四位核心成员是范俊林（Pham Tuan Lam，范俊才的兄弟）、范俊才、让送和傅德政，后来胡文幂也加入了。这家书店出版了《少年之镜》 、 《征女王演义》等书籍，激发了越南人民的爱国情怀。此外，南同书社还想向越南公众普及具有政治内容的书籍，尤其是民族意识形态和孙中山的“三民主义”，但这些出版物经常被当局没收。
该书社除了印制和散发宣传爱国主义内容的书籍外，还开设了免费国文班。书社还号召民众参加集会，要求特赦潘佩珠，并为潘周桢和梁文玕举行追悼会。
1927年10月，南同书社的成员正式成立了秘密政党，意图推翻法国在印度支那的殖民政府，建立共和制政体。起初，该政党被命名为“南同书社分社”，共有12名成员，分别在东京（河内）和中北部省（顺化）开展活动。1927年12月25日，南同书社召开了一次大会，召集了它的成员，阮太学被选为这个名为越南国民党的组织的主席，同时这也标志着南同书社停止运作，来为一个具有明确政治目标的、更大的组织让路。

## 另请参阅
- 越南国民党